# 探偵が早すぎる
『探偵が早すぎる』（たんていがはやすぎる）は、日本の作家である井上真偽による推理小説。講談社〈講談社タイガ〉より、2017年5月19日に上巻が、7月21日に下巻が、書き下ろしで刊行された。
2018年と2022年に連続ドラマ化、2019年に単発ドラマ化されている。

## 概要
カバーイラストはukiが手がけ、カバーデザインは坂野公一（welle design）が担当している。発売後約10日で、重版が決定している。2017年9月時点で、上巻は4刷、下巻は3刷を記録している。
2020年、講談社が運営するtreeにて、コロナ禍の日本を舞台にした企画「Day to Day」がリレー連載され、7月11日に本作品の掌編「6月11日 どうせあの人は覚えていない」が公開された。12月27日には、smash.で水瀬いのりによる朗読が配信された。この掌編は、2021年3月25日に発売された単行本『Day to Day』に収録されている。

## あらすじ
高校生の一華は、家政婦の橋田と二人暮らしをしていたが、父・瑛の死に伴って、5兆円という莫大な資産を相続する。本家の大陀羅（だいだら）一族はその遺産を狙い、一華を事故死に見せかけるため、様々なトリックを用いて殺害しようと試みる。
橋田は一華の命を守るため、「早すぎる探偵」千曲川を雇う。千曲川は、犯人の殺人トリックをトリックで仕返しする「トリック返し(同害報復)」により、事件が起こる前に解決する極めて特殊な探偵であった。
麻百合は、朱鳥の命令を受け、七友商事に勤める鏑木秀英に、一華を殺すための犯罪計画を立ててもらうことにする。彼は小麦を使った犯罪を思いつき……。さらに製薬会社で営業をしていた若竹友成は、六強に依頼される。彼が思いついたのはシドニージョウゴグモという毒グモを使った暗殺計画。彼は蜘蛛を入手すべく盗みに入るが、隣人が帰ってきてピンチに陥る。
透と乃亜は、児童養護施設から逃げ出してきて、線路下の歩道トンネルの中に身を隠していた。そこで2人は、白いコートを着た女の人と会う。女は2人にある“悪戯”を提案する。
親戚が集まり、四十九日の法要が始まった。様々な思わくがうずまく中で、焼香中に早速壬流古が仕掛けたトリックを発動させる。牟太は、大学の後輩である佐野修平が発案したトリックを墓地に仕掛ける。しかし、その墓地には紗霧もトリックを仕掛けており……。そんなこんなでホテルの会食まで生きてこられた一華。しかし、このホテルでは待ってましたと言わんばかりのトリックの嵐が一華を襲う。早すぎる探偵vs最恐の一族。世紀の大バトルが幕を開ける。

## 登場人物
大陀羅（だいだら）家の人々
勝光（かつみつ）
98歳。
亜謄蛇（あとうだ）
勝光の長男。
亮司（りょうじ）
亜謄蛇の長男。
紗霧（さぎり）
亜謄蛇の長女。
朱鳥（あけどり）
勝光の長女。
麻百合（マユリ）
朱鳥の長女。
壬流古（ミルコ）
朱鳥の長男。
牟太（ムタ）
朱鳥の次男。
芽瑠璃（メルリ）
朱鳥の次女。
瑛（あきら）
勝光の隠し子。
一華（いちか）
瑛の娘。
六強（りくごう）
勝光の次男。
陣香（じんか）
勝光の次女。
竜精（りゅうせい）
勝光の三男。
貴人（たかひと）
勝光の四男。
天后（あまご）
勝光の三女。

## 書評
推理作家の辻真先は、「探偵も作者も、犯人や読者相手に肉を斬らせて骨を断つ意気込み。前作とは違った形の挑戦に敬服する」と評している。ライターの立花ももは、「こんなにトリッキーで面白い探偵小説を読むのは久しぶりである」と評している。読売新聞では、「事故死に見せるための〈完全犯罪〉の仕掛けは奇想天外で、些末な端緒からそれを見抜く探偵との駆け引きは興味深い」という書評を掲載している。

## 漫画
少年マガジンエッジ（講談社）にて、2018年7月号から2019年3月号まで連載（全2巻）。作画は三月薫。
書誌情報
- 井上真偽（原作）・三月薫（漫画） 『探偵が早すぎる』 講談社〈マガジンエッジKC〉、全2巻

1. 2018年8月30日発売[13][14]、ISBN 978-4-06-512739-1
2. 2019年4月17日発売[15]、ISBN 978-4-06-515517-2

## テレビドラマ
2018年7月19日から 9月20日まで、読売テレビの制作により、日本テレビ系「木曜ドラマF」枠にて放送された。主演は滝藤賢一と広瀬アリス。
2019年12月13日と20日には、同枠にて2週連続でスペシャルドラマが放送された。
2022年4月14日より、第2シリーズとなる『春のトリック返し祭り』（はるのトリックがえしまつり）が「木曜ドラマ」枠にて放送されている。

### キャスト

#### 主要人物
千曲川光（ちくまがわ ひかる）
演 - 滝藤賢一
探偵。大陀羅一族（に雇われた人物）から狙われている十川一華のことを守り、事あるごとに彼女への被害を未然に防いでいる。”神のものは神に、カエサルのものはカエサルに、トリック返し”が決め台詞。
十川一華（そがわ いちか）〈21〉
演 - 広瀬アリス（幼少期：中島琴音〈第1期〉、清水瑛玲菜〈第2期〉）
女子大生。突如、実父の遺産5兆円を相続することになる。
大学卒業後は化粧品会社の研究所で働いている。
橋田政子（はしだ まさこ）
演 - 水野美紀
一華の母親代わりの家政婦。

#### 第1シリーズ

##### 大陀羅一族
大陀羅朱鳥（だいだら あけどり）〈56〉
演 - 片平なぎさ
大陀羅家の長女。
大陀羅麻百合（だいだら まゆり）〈28〉
演 - 結城モエ
朱鳥の娘。
大陀羅壬流古（だいだら みるこ）〈33〉
演 - 桐山漣
朱鳥の息子。
大陀羅亜謄蛇（だいだら あとうだ）〈52〉
演 - 神保悟志
大陀羅家の長男。
大陀羅瑛（だいだら あきら）
演 ‐ 玉置孝匡
大陀羅家の次男。一華の実父。

##### 一華の大学
城之内翼（じょうのうち つばさ）〈21〉
演 - 佐藤寛太
一華と同じ大学に通う大学生。一華が恋心を抱いている相手。
山崎未夏（やまざき みか）〈21〉
演 - 南乃彩希
一華の親友。
阿部律音（あべ りつね）〈21〉
演 - 水島麻理奈
一華の親友。大食いでよく食べる

##### その他
十川純華（そがわ すみか）
演 - 新山千春
一華の亡き母。
マスター
演 - 高橋努
千曲川に水を提供する（たまに酒も出す）｡

#### 第2シリーズ

##### 美津山一族
美津山秋菜（みつやま あきな）〈68〉
演 - 宮崎美子
美津山財閥の会長。
美津山宗介（みつやま そうすけ）〈26〉
演 - 萩原利久（幼少期：西山蓮都）
秋菜の孫。バーの店長。
美津山葉子（みつやま ようこ）〈22〉
演 - 木下彩音（幼少期：宮地美然）
秋菜の孫娘。
美津山宗太（みつやま そうた）〈47〉
演 - 和田聰宏
美津山家の長男。宗介と葉子の父親。5年前から行方不明。
美津山二郎（みつやま じろう）〈43〉
演 - 和田正人
美津山家の次男。
美津山成美（みつやま なるみ）〈42〉
演 - MEGUMI
美津山家の長女。
美津山明日香（みつやま あすか）〈39〉
演 - ソニン
美津山家の次女。
美津山純三郎（みつやま じゅんざぶろう）〈38〉
演 - 永野宗典
美津山家の三男。
美津山正太郎（みつやま しょうたろう）
演 ‐ 遠藤たつお

##### 一華の職場
大谷和馬（おおたに かずま）〈30〉
演 - 塩野瑛久
一華の会社の先輩。
中村真央（なかむら まお）〈26〉
演 - 新條由芽
一華の同僚。

##### その他
綾藤奈々（あやと なな）
演 - 堀未央奈
宗介の婚約者。

#### ゲスト

##### 第1シリーズ
第1話
- 若竹友成（わかたけ ともなり） - マギー
- 若竹知菜（わかたけ ちなつ） - 浅見姫香

第2話
- 三田村博（みたむら ひろし） - 池田鉄洋
- 加藤康子（かとう やすこ） - 山田真歩

第3話
- 西岡京一（にしおか きょういち） - 相島一之

第4話
- 大陀羅貴人（だいだら たかひと） - 前田公輝（第9話・最終話）

第5話
- 透（とおる） - 五十嵐陽向
- 乃亜（のあ） - 竹野谷咲

第6話
- 城之内早苗（じょうのうち さなえ） - 優希美青（第7話）

城之内翼の妹。

第7話
- 大陀羅舞輝斗（だいだら まきと） - 駒木根隆介

##### スペシャル
- 東前門丈一郎（あがりまえじょう じょういちろう） - 大和田伸也

東前門グループ（大陀羅一族と並ぶ巨大グループ）の会長。

- 枡田圭介 - 田辺誠一（特別出演）

世界一の奇術師。東前門丈一郎に雇われる。

- 加藤茶乃助 - 矢野聖人

一華が恋心を抱く銀行員。

- 星野景子 - 小林涼子

一華の父が行きつけにしていたクラブのママ。
- 星野麗華 - 野澤しおり

星野景子の娘で、一華の妹にあたる。

##### Huluオリジナルストーリー
- 尾藤タツキ - 浜野謙太

千曲川に弟子入りを志願しに来る。

- サヤ - 田辺桃子

国際的窃盗団「マイノリティ」のメンバー。
- 阪上 - 石井正則

「マイノリティ」のメンバー。
- ジョージ - チャド・マレーン

「マイノリティ」のメンバー。

##### 第2シリーズ
第1話
- スナックのママ - 山口紗弥加

第4話
- 江本（えもと） - 飛永翼（第5話）

第7話
- 林田（はやしだ） - 阿部亮平
- 森本（もりもと） - 山根和馬

第8話
- 研究施設所長 - 松尾貴史
- 篠塚（しのづか） - 駒木根葵汰
- 刺客 - 本多力

第9話
- 刺客 - 松尾諭

最終話
- バーの店主 - 光石研

### スタッフ
- 原作 - 井上真偽『探偵が早すぎる』（講談社タイガ刊）
- 脚本 - 宇田学、藤平久子
- 監督 - 湯浅弘章、瑠東東一郎、本田隆一、片山雄一、松下敏也
- 音楽 - イケガミキヨシ
- 主題歌
  - 第1シリーズ：edda「フラワーステップ」（Colourful Records）[29]
  - SP：KEYTALK「アカネ・ワルツ」（Virgin Music）[30]
  - 第2シリーズ：BE:FIRST「Betrayal Game」（B-ME）[31]
- チーフプロデューサー - 前西和成（S1、SP）、沼田賢治（S2）
- プロデューサー - 中山喬詞（S1、SP）、白石裕菜（S1、ホリプロ）、河野美里（S1 - 、ホリプロ）、中間利彦（S2）
- 制作協力 - ホリプロ
- 制作著作 - 読売テレビ

### 放送日程

#### 連続ドラマ（第1シリーズ）
| 各話   | 放送日        | サブタイトル                                     | ラテ欄                                    | 脚本     | 監督       |
| ------ | ------------- | ------------------------------------------------ | ----------------------------------------- | -------- | ---------- |
| 第1話  | 2018年7月19日 | 史上最速の探偵、登場                             | 事件を未然に最速解決                      | 宇田学   | 湯浅弘章   |
| 第2話  | 7月26日       | 最速の探偵VS最恐の一族                           | やられる前にやり返す                      | 宇田学   | 湯浅弘章   |
| 第3話  | 8月02日       | 最速の探偵がまさかの不在!?                       | 最速の探偵が不在!?                        | 宇田学   | 瑠東東一郎 |
| 第4話  | 8月09日       | 最速の探偵VS天才サイコパス                       | 最速VS天才サイコパス                      | 宇田学   | 瑠東東一郎 |
| 第5話  | 8月16日       | 夏祭りの惨劇・刺客は子ども!?                     | 夏祭り子どもが刺客!?                      | 藤平久子 | 湯浅弘章   |
| 第6話  | 8月23日       | 最速の探偵が最大のピンチ                         | 探偵絶命!?最大危機                        | 宇田学   | 本田隆一   |
| 第7話  | 8月30日       | 制御不能の暴君が狙う密室殺人                     | 凍死か爆死か密室殺人                      | 藤平久子 | 本田隆一   |
| 第8話  | 9月06日       | 予期せぬ再会と裏切りの結末                       | 衝撃の裏切り真の敵は                      | 宇田学   | 瑠東東一郎 |
| 第9話  | 9月13日       | 最終決戦! 最速の探偵VS最恐の一族! ついに直接対決 | 命をかけた最終決戦! 激動のクライマックス  | 宇田学   | 湯浅弘章   |
| 最終話 | 9月20日       | 5兆円をかけた戦いが完結!                         | 完結! 激動の最終決戦 波乱すぎる驚愕の結末 | 宇田学   | 瑠東東一郎 |

#### スペシャル
| 各話 | 放送日         | サブタイトル                                | ラテ欄                                   | 脚本   | 監督       |
| ---- | -------------- | ------------------------------------------- | ---------------------------------------- | ------ | ---------- |
| 前編 | 2019年12月13日 | 最速探偵VS最狂マジシャン! 最強トリック対決  | あの最速探偵が復活!                      | 宇田学 | 瑠東東一郎 |
| 後編 | 12月20日       | 殺人マジックショー開幕! 絶体絶命の最大危機! | 殺人マジックショー! 最速探偵ついに敗北!? | 宇田学 | 瑠東東一郎 |

#### 連続ドラマ（第2シリーズ）
| 各話   | 放送日        | サブタイトル                                  | ラテ欄                                    | 脚本   | 監督       |
| ------ | ------------- | --------------------------------------------- | ----------------------------------------- | ------ | ---------- |
| 第1話  | 2022年4月14日 | 2000億円を巡る遺産バトル開幕!                 | 2000億円の遺産バトル                      | 宇田学 | 瑠東東一郎 |
| 第2話  | 4月21日       | 最強刺客の必殺計画とは                        | 最強刺客の㊙殺害計画 激化する遺産バトル!  | 宇田学 | 湯浅弘章   |
| 第3話  | 4月28日       | 危険だらけのキャンプ!動き出す恋の三角関係!    | 危険だらけのキャンプ 動き出す恋の三角関係 | 宇田学 | 本田隆一   |
| 第4話  | 5月05日       | 忍び寄る正体不明の影!誰が味方で敵なのか!?     | 忍び寄る正体不明の影 誰が味方で敵なのか!? | 宇田学 | 湯浅弘章   |
| 第5話  | 5月12日       | 驚愕トリック返し発動!ついに犠牲者が…!?        | 驚愕トリック返し発動 今夜ついに犠牲者が!? | 宇田学 | 本田隆一   |
| 第6話  | 5月19日       | 最速探偵初めての敗北か!?遺産バトルついに決着! | 最速探偵初めての敗北                      | 宇田学 | 瑠東東一郎 |
| 第7話  | 5月26日       | 黒幕編開幕!迫り来る正体不明の刺客たち!        | 黒幕編開幕!謎の刺客                       | 宇田学 | 片山雄一   |
| 第8話  | 6月03日       | 闇に隠れた刺客たち!真犯人はこの中にいる!?     | 闇に隠れた刺客たち! 真犯人はこの中にいる  | 宇田学 | 松下敏也   |
| 第9話  | 6月09日       | ついに黒幕の正体判明!?探偵不在で最大の危機!   | ついに黒幕の正体判明 探偵不在で最大の危機 | 宇田学 | 本田隆一   |
| 最終話 | 6月16日       | 全てを操る本当の黒幕!最後に笑うのは誰だ!?     | 全てを操る本当の黒幕 最後に笑うのは誰だ!? | 宇田学 | 本田隆一   |

### チェインストーリー
本編終了直後から○.5話として配信され、2018年9月27日までGYAO!で独占配信された。
（2019年12月のスペシャルの放送に連動した新作チェインストーリーもGYAO! で配信された。）

#### サブタイトル・キャスト
- 第1.5話「知られざる大陀羅一族の秘密」
  - 広瀬アリス、水野美紀
- 第2.5話「知られざる千曲川と橋田の関係?」
  - 滝藤賢一、広瀬アリス、高橋努
- 第3.5話「一華と城之内 恋の行方…」
  - 広瀬アリス、南乃彩希、水島麻理奈
- 第4.5話「あの家政婦･橋田に異変が…」
  - 水野美紀、久保田武人
- 第5.5話「3人の夏祭り反省会」
  - 滝藤賢一、広瀬アリス、水野美紀
- 第6.5話「大陀羅一族の陰謀」
  - 桐山漣、結城モエ
- 第7.5話「一華には言えない橋田の秘密」
  - 水野美紀、水島麻理奈
- 第8.5話「一華のトリック返し」
  - 広瀬アリス、水野美紀

#### スタッフ（チェインストーリー）
- 原作 - 井上真偽『探偵が早すぎる』（講談社タイガ刊）
- 脚本 - 宇田学、藤平久子
- 監督 - 湯浅弘章、瑠東東一郎、本田隆一
- 音楽 - イケガミキヨシ
- 特別協力 - GYAO!
- チーフプロデューサー - 前西和成
- プロデューサー - 中山喬詞、白石裕菜（ホリプロ）、河野美里（ホリプロ）
- 制作協力 - ホリプロ
- 制作著作 - 読売テレビ